# Nayib Bukele
Nayib Bukele Ortez, né le 24 juillet 1981 à San Salvador, est un homme d'État salvadorien. Il est président de la république depuis le 1er juin 2019.
D'abord membre du Front Farabundo Martí de libération nationale (FMLN), il est élu maire de Nuevo Cuscatlán en 2012 puis de San Salvador, la capitale, en 2015.
Lors de l'élection présidentielle de 2019, se présentant sous l'étiquette de la Grande alliance pour l'unité nationale (GANA), il est élu au premier tour avec 53 % des voix, à 37 ans. Il devient ainsi le premier président depuis la fin de la guerre civile, en 1992, à ne représenter aucun des deux principaux partis salvadoriens (ARENA et FMLN).
Libéral sur le plan économique et conservateur sur le plan sociétal, il mène notamment une politique sécuritaire en rupture avec l'État de droit, qui conduit à une réduction importante du taux d'homicides. Cette action lui permet d'atteindre un niveau record de popularité. Sa présidence est également marquée par un tournant autoritaire (restrictions des libertés publiques, brutalisation de l'opposition, lois hostiles à la liberté de la presse, corruption et favoritisme),, Amnesty International pointant une « détérioration croissante des droits humains ». L'indice de démocratie du pays passe entre 2019 et 2023 de 6,15 à 4,71, le Salvador rejoignant la liste des « régimes hybrides ».
Après avoir composé à ses débuts avec un parlement lui étant hostile, il voit son nouveau parti, Nouvelles Idées (NI), remporter largement les élections législatives de 2021, ce qui semble acter la fin du bipartisme dans le pays. La même année, il fait face à une crise politico-judiciaire.
La Cour suprême, dont il a fait renouveler la composition, l'autorise en parallèle à briguer un second mandat — une situation inédite au Salvador — à la condition qu'il cède temporairement ses fonctions avant le scrutin, ce qu'il fait en novembre 2023. Il remporte l'élection présidentielle de février 2024 dès le premier tour avec 84 % des voix.

## Famille et vie privée

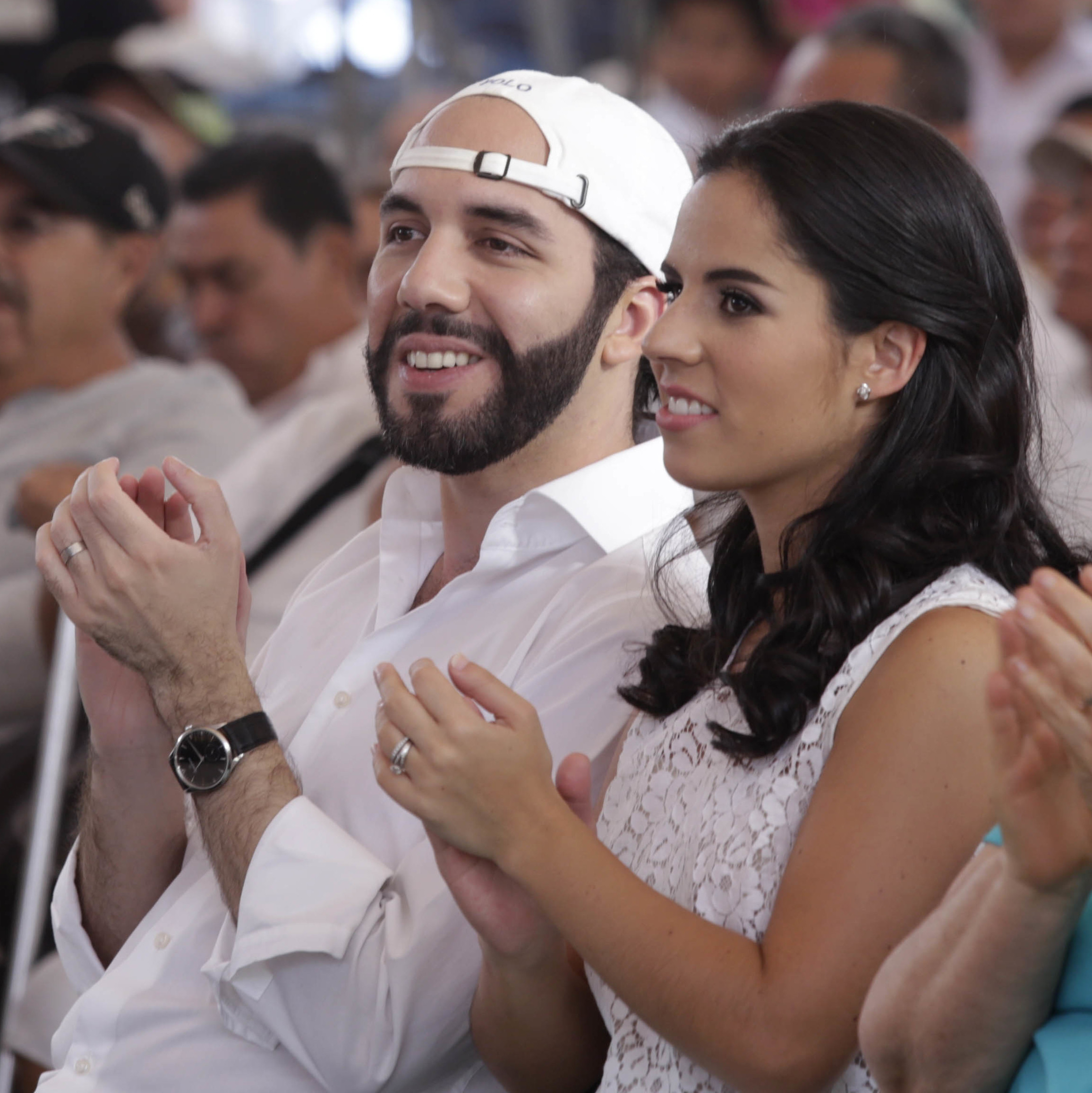
Nayib Bukele et son épouse, Gabriela Rodríguez de Bukele, en 2016.

Nayib Bukele naît le 24 juillet 1981 à San Salvador, au Salvador. Il est le fils d'Olga Ortez et d'Armando Bukele Kattán, un homme d'affaires d'origine palestinienne, chrétien converti à l'islam et devenu imam, et figure influente dans la vie politique et de la communauté musulmane du pays.
En 2014, il épouse Gabriela Rodríguez. Le couple a une fille, Layla, née en août 2019.
Alors qu'il est le fils d'un musulman et d'une chrétienne, les opinions religieuses de Nayib Bukele sont l'objet de nombreuses spéculations lors de l'élection présidentielle de 2019, notamment lors de la diffusion par le journal salvadorien El Liberal de photos le montrant prier dans une mosquée de Mexico. Bukele déclare n'appartenir à aucune religion mais croire en Jésus-Christ,.

## Ascension politique

### Premiers mandats

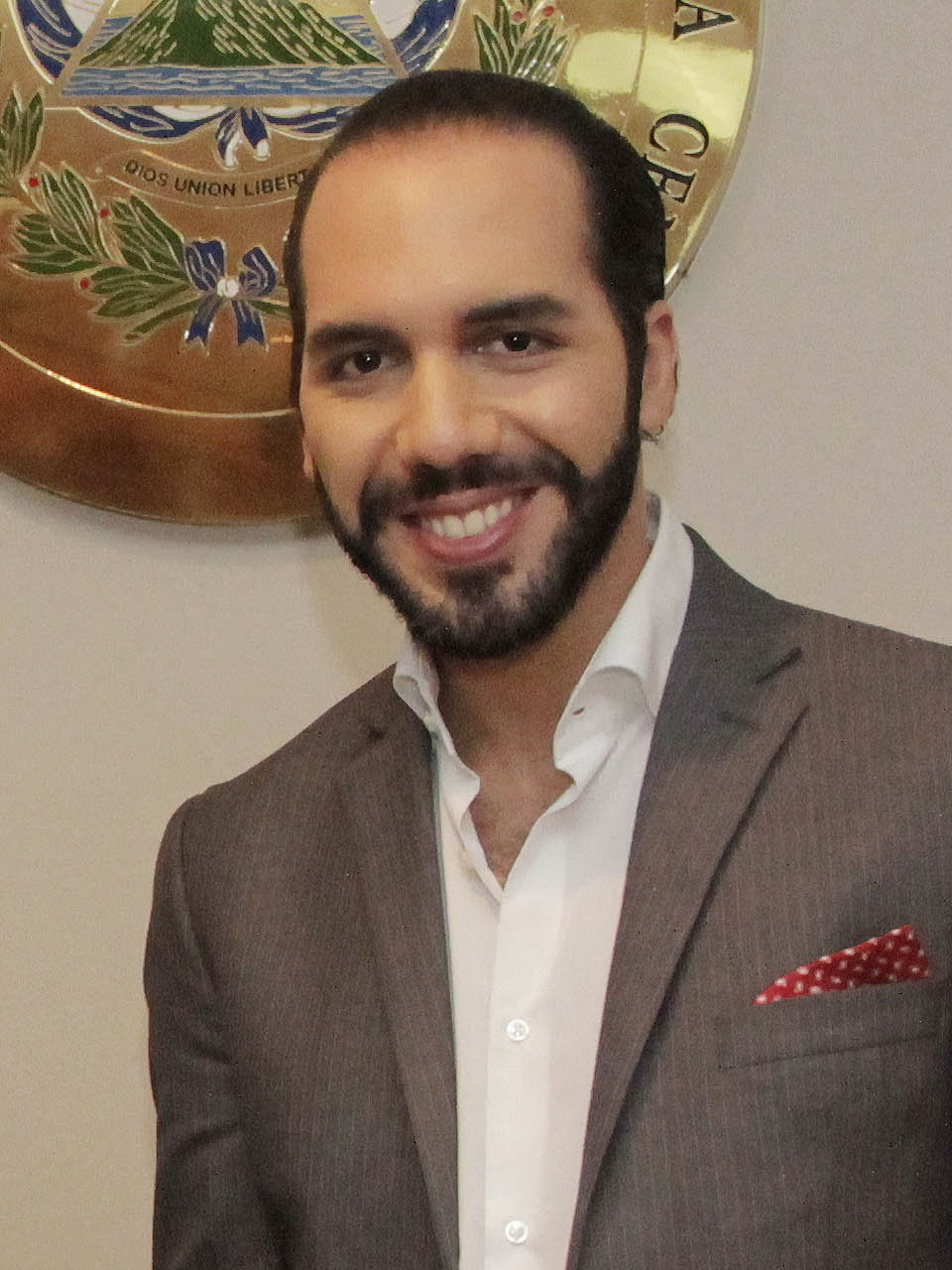
Nayib Bukele en 2015.

Membre du Front Farabundo Martí de libération nationale (FMLN) à partir de 2012, il est élu maire de la municipalité de Nuevo Cuscatlán (es) en 2012 avec 49,72 % des voix. En 2015, il est élu maire de la capitale, San Salvador, avec 48,47 % des voix, toujours sous l'étiquette du FMLN,. Il est exclu du parti en 2017 après avoir lancé une pomme au visage d'une conseillère municipale.

### Élection présidentielle de 2019
Il se présente comme candidat de la Grande alliance pour l'unité nationale (GANA), un parti conservateur classé au centre droit, à l'élection présidentielle de 2019. S'affichant comme « antisystème », il domine le débat en se focalisant sur l'importante criminalité due notamment aux gangs, ainsi que sur la pauvreté que connaît le pays. Âgé de 37 ans, il mène une campagne axée sur les jeunes générations, très dure avec le personnel politique classique.
Dès le premier tour, le 3 février, il est élu avec son colistier Félix Ulloa, et ce, avec 53 % des voix exprimées.

## Président de la République

### Investiture
Nayib Bukele prend ses fonctions le 1er juin 2019, succédant à Salvador Sánchez Cerén,. Depuis la fin de la guerre civile en 1992, il est la première personne à accéder à la tête du pays sans appartenir à aucun des deux principaux partis salvadoriens (ARENA et FMLN). Élu à l'âge de 37 ans, il est alors la plus jeune personne à être élue chef d'État sur le continent américain depuis Alan García, élu en 1985 à la tête du Pérou à l'âge de 36 ans.
|                                                                      |
| Nayib Bukele prononçant son discours de victoire, le 3 février 2019. |

|                                                                         |
| Nayib Bukele lors de son investiture à la présidence, le 1er juin 2019. |

### Réélection
En septembre 2021, la Cour suprême de justice juge légale la candidature d'un président à sa réélection immédiate, malgré son interdiction par la Constitution de 1983, réaffirmée par un jugement en 2014 confirmant l'obligation pour un président d'attendre au minimum la durée de deux mandats présidentiels avant de se représenter. En 2023, la cour juge cependant légale cette pratique dans le cas où le président cèderait auparavant ses fonctions à son vice-président avant la tenue du scrutin. La décision est vivement critiquée par l'opposition, qui la qualifie d'inconstitutionnelle. Cette nouvelle jurisprudence permet à Nayib Bukele d'annoncer le 26 octobre 2023 être candidat à sa réélection avec son vice-président, Félix Ulloa. Il obtient le 30 novembre par une décision de l'Assemblée nationale — votée par 67 voix pour et 11 contre — de confier temporairement ses pouvoirs à Claudia Rodríguez de Guevara, qui devient ainsi présidente par intérim le lendemain sans que Bukele ne démissionne lui même,.
Plébiscité pour sa lutte contre les gangs, il remporte l'élection présidentielle du 4 février 2024 dès le premier tour : il obtient 84,65 % des voix contre 6,40 % à Manuel Flores (FMLN) et 5,57 % à Joel Sánchez (ARENA). En parallèle, Nouvelles Idées remporte 54 des 60 sièges à l'Assemblée lors des élections législatives organisées le même jour. Bukele prête serment le 2 juin pour un second mandat. A cette occasion, il déclare qu'après un premier mandat focalisé sur la guerre contre les gangs, le second sera quant à lui consacré à l'amélioration de l'économie salvadorienne.

### Politique sécuritaire
Nayib Bukele met sur pied en 2019 un « plan de contrôle territorial » visant à confier à l'armée des tâches de sécurité publique dans les quartiers aux mains des organisations criminelles, tandis qu'un accord conclu entre la MS-13 et Barrio 18, les principales maras du pays, aurait conduit à une diminution des règlements de compte dans le pays. Le président salvadorien met en avant la baisse de 2 398 meurtres en 2019 à 1 147 en 2021, soit un taux d'homicides de 17,6 pour 100 000 habitants, le plus faible depuis des décennies. La politique très répressive envers le crime organisé voit le taux d'homicide au Salvador passer de 51 pour 100 000 en 2018, avant son arrivée au pouvoir, à 2,5 pour 100 000 en 2023, ce qui vaut à Bukele une popularité record de 92 % d'opinions favorables cette année-là.
Le site d'investigation El Faro indique en septembre 2020 que Nayib Bukele négocie secrètement depuis un an un accord avec le plus puissant gang du pays, la Mara Salvatrucha. Le journal El País estime que la baisse des homicides dans le pays n'est pas due à la politique sécuritaire du gouvernement mais « à un échange de bons services » : en contrepartie d'un assouplissement des conditions de détention de ses membres et d'autres promesses, le gang se serait engagé à réduire le nombre d'assassinats et à soutenir la formation politique de Nayib Bukele lors des élections. Nayib Bukele a démenti avec vigueur et annoncé peu après l'ouverture d'une enquête pour « une grave affaire de blanchiment d'argent » concernant le média en ligne El Faro. Il a également été accusé par Laura Andrade, la directrice de l'Institut sur l'opinion publique de l'Université centroaméricaine, d'essayer d'« affaiblir » plusieurs titres de presse indépendante (notamment la revue Factum, le quotidien La Prensa Grafica et la revue Gato Encerrado, selon Oscar Martinez, l'un des directeurs d'El Faro) et ONG critiques envers son gouvernement.
Pour Jeannette Aguilar, consultante sur les thèmes de sécurité et justice, les discours du président relèvent du « marketing médiatique », affirmant que « Bukele se présente comme l'homme fort qui soumet les criminels, mais lorsqu'il était maire de la capitale, il avait conclu des accords avec les gangs pour gouverner en paix. »
La trêve entre les gangs criminels et le gouvernement est rompue en mars 2022 avec une vague de 87 assassinats en seulement trois jours. En réaction, Nayib Bukele déclare la « guerre contre les gangs » et décréte le régime d'exception qui autorise des arrestations sans mandat judiciaire. Près de 70 000 personnes (en date de juin 2023) ont été arrêtées dans ce cadre, hissant le Salvador au rang de pays affichant le plus haut taux de détention au monde (estimé à 1 086 personnes pour 100 000 habitants par le World Prison Brief et à 1 220 pour 100 000 habitants par La Prensa Gráfica, le journal le plus important du Salvador). Selon l'ONG salvadorienne Cristosal, des milliers d'innocents se trouvent parmi les détenus et des dizaines de personnes sont mortes à cause des violences subies lors de leur interrogatoire. « La plupart des arrestations sont arbitraires. Il n'y a pas eu d'enquête préalable ni de mandat d'arrêt », indique l'ONG. Selon l'ONG Socorro Jurídico Humanitario, sur les 83 100 personnes arrêtées en dehors de toute procédure régulière depuis mars 2022, au moins 30 000 sont innocentes. Bukele conteste ce chiffre, l'estimant « inventé » par des « organisations de gauche ». Le 12 novembre 2024, il concède toutefois : « Évidemment, les opérations ne sont pas parfaites et, bien, sans aucune intention de nuire à une personne innocente, des innocents sont évidemment capturés, de la même manière qu'ils le sont en France, en Allemagne et au Japon et dans tous les pays du monde et nous les libérons. Nous avons déjà libéré 8 000 personnes et nous allons libérer 100 % des innocents ».
En janvier 2023 est inauguré le Centre de confinement du terrorisme (CECOT), une gigantesque prison pour 40 000 détenus. En dépit des critiques des ONG de défense des droits de l'homme pour les abus commis, la « guerre contre le crime » vaut au président Bukele une « écrasante popularité ». L'ensemble des organisations civiles et internationales, dont Amnesty International et le Haut-Commissariat des Nations unies aux droits de l'homme (HCR), dénoncent des détentions arbitraires, tortures et mauvais traitements infligés dans les centres de détention.
Le taux d'homicides dans le pays chute à un niveau historiquement bas de 7,8 pour 100 000 habitants en 2022. Pour autant, son bilan en matière de sécurité publique est à nuancer. Son administration a modifié la publication des chiffres des homicides pour en exclure les corps trouvés dans des fosses communes clandestines. Le nombre de disparus, en hausse constante depuis 2018, dépasse le nombre d'homicides, ce qui suggère que la diminution réelle des meurtres pourrait être significativement moins importante que celle mise en avant par les chiffres officiels.

### Tensions avec le parlement
À ses débuts, il doit composer avec une Assemblée législative, le parlement monocaméral du pays, dominée par des partis de droite,. Le 8 février 2020, alors que les députés ne sont pas suffisamment nombreux pour approuver un emprunt de 109 millions de dollars auprès de la Banque centraméricaine d'intégration économique (en) pour financer son programme sécuritaire, il se rend à l'Assemblée législative, où ses partisans sont en minorité, accompagné par des militaires équipés de fusils et gilets pare-balles pour intimider les parlementaires et les somme d'approuver sa décision, et appelle à « l'insurrection populaire ». Installé à la tribune, le président menace alors de dissoudre l'assemblée avant d'éclater en sanglots et d'effectuer une brève prière. Annonçant solennellement avoir entendu Dieu lui parler pour l'encourager à faire preuve de patience, il renonce à dissoudre l'assemblée, puis s'adresse à une foule de partisans aux portes du bâtiment dans un discours enflammé où il décrit les députés comme des « voleurs et des scélérats »,. S'ensuit une vague de désapprobation : « Le déploiement policier et militaire au sein de l'Assemblée législative nous rappelle les époques les plus sombres de l'histoire du Salvador », réagit Amnesty International.

Composition de l'Assemblée législative à la suite des élections de 2021 :
Nouvelles Idées (56 sièges) ;
ARENA (14 sièges) ;
GANA (5 sièges) ;
FMLN (4 sièges) ;
PCN (2 sièges) ;
PDC (1 siège) ;
NT (1 siège) ;
V (1 siège).

En vue des élections législatives de février 2021, Nayib Bukele porte en avant son parti récemment créé, Nouvelles Idées (N ou NI), dirigé par son cousin Xavier Zablah Bukele. Ce dernier se retrouve rapidement en tête des sondages avant de largement creuser l'écart avec ses concurrents, une situation inédite dans un pays dominé depuis des décennies par l'Alliance républicaine nationaliste (ARENA) et le Front Farabundo Martí de libération nationale (FMLN). Dans un contexte de participation en hausse (50,3 %), NI l'emporte avec 66,5 % des suffrages exprimés, obtenant 56 des 84 sièges de députés à pourvoir.

### Tournant autoritaire
À la suite de cette victoire, les autorités prennent une série de décisions interprétées comme une dérive autoritaire : les membres de la Cour suprême et le procureur général sont révoqués et remplacés par des fidèles du président, les juges âgés de plus de soixante ans sont mis à la retraite, la commission anti-corruption mise en place par l'Organisation des États américains est dissoute, des ministres appartenant à l'ancien gouvernement sont arrêtés et la Constitution est amendée afin de permettre au président d'effectuer plusieurs mandats.
Le 11 janvier 2023, le gouvernement salvadorien ordonne l'arrestation de cinq figures de la lutte contre les mines et la défense de l'eau, qui avaient joué un rôle de premier plan dans la campagne pour l'interdiction minière de 2017. Sous l'administration de Bukele, le Salvador semble proche d'annuler l'interdiction minière et a rejoint le Forum intergouvernemental sur l'exploitation minière financé par le gouvernement canadien et a adopté une loi pour créer une Direction générale de l'énergie, des hydrocarbures et des mines.
Les journalistes des médias El Faro, Revista Factum, Gato Encerrado ou La Prensa Gráfica sont visés par le gouvernement : trente-cinq d'entre eux ont fait l'objet d'espionnage avec le logiciel Pegasus. La rédaction d'El Faro est contrainte de s'exiler au Costa Rica pour échapper aux pressions. La « loi bâillon », votée en avril 2022, punit de quinze ans de prison quiconque transmettra des messages « susceptibles de générer anxiété et panique au sein de la population ». Toutes les informations publiques sont classées « secrets d'État ». Qu'il s'agisse des statistiques sur les homicides, les féminicides, les disparitions, les achats de bitcoins ou de la politique de santé.
De forts soupçons de corruption pèsent sur son gouvernement sans qu'aucune enquête ne soit menée. La Commission internationale de lutte contre l'impunité au Salvador (Cicies), mise en place par Bukele lui-même en 2019, est démantelée en 2021 par les autorités après avoir révélé au moins douze affaires touchant des membres du gouvernement.
En 2025, son régime d'exception, renouvelé 34 fois depuis 2021, a conduit à l'incarcération de plus de 100 000 personnes, souvent sans jugement, avec de nombreux témoignages de familles sans nouvelles de leurs proches disparus après une arrestation.
Le 31 juillet 2025, une réforme constitutionnelle a été adoptée par l'Assemblée nationale, dominée par le parti au pouvoir, qui lui permet de briguer autant de mandats qu'il le souhaite. Avant, la limitation était fixée à 2 mandats.

### Politique économique
Divers économistes ont pointé la faiblesse des politiques du gouvernement salvadorien dans ce domaine. Aucune véritable politique visant à combattre la pauvreté, les inégalités et l'absence d'accès aux services de base n'a été mise sur pied au cours du premier mandat de Nayib Bukele. La pauvreté a augmenté entre 2019 et 2022, plus de la moitié de la population ne mange pas à sa faim et le Salvador présente, en 2023, le taux de croissance économique le plus bas d'Amérique centrale (1,6 %),.
Il lève l'interdiction de l'extraction minière en décembre 2024 pour relancer l'économie, malgré l'opposition de la population et de l'Église catholique.

### Cryptomonnaies
Nayib Bukele fait en septembre 2021 du bitcoin la monnaie officielle au Salvador au même titre que le dollar américain. Les autorités mettent en place un premier fonds de 150 millions de dollars afin de garantir la convertibilité automatique du bitcoin en dollars, font installer quelque 200 distributeurs automatiques permettant d'échanger des bitcoins et lancent une application devant permettre de procéder à des paiements ou virements en bitcoins. Ses usagers recevront une prime de l'équivalent de 30 dollars en bitcoins. Le Fonds monétaire international (FMI) a cependant mis en garde le gouvernement salvadorien contre les risques du bitcoin : « Compte tenu de la haute volatilité du bitcoin, son utilisation en tant que monnaie officielle génère des risques importants pour la protection du consommateur, pour l'intégrité du système financier et pour la stabilité financière. » L'opposition de gauche manifeste contre cette décision.
Le président Bukele annonce en novembre 2021 la création à venir d'une Bitcoin City, qui constituerait une zone économique spéciale avec des avantages fiscaux pour les investisseurs. Il explique que « zones résidentielles, zones commerciales, services, musées, divertissements, bars, restaurants, aéroport, port, chemin de fer – tout [sera] consacré au bitcoin », et que toutes les taxes autres que la TVA seront supprimées dans la ville. Le gouvernement prévoit d'émettre une obligation d'un milliard de dollars en 2022 pour financer le projet. La moitié des fonds sera convertie en bitcoins et l'autre moitié sera utilisée pour les infrastructures et le minage de bitcoins. La ville, dont la forme circulaire évoquera une pièce de monnaie, s'élèvera dans l'est du pays et recevra son approvisionnement énergétique du volcan de Conchagua, lequel devrait fournir l'énergie nécessaire aux activités de minage, très énergivores.
En 2023, cette politique apparaît comme un échec. Dans la capitale, presque aucun commerce n'accepte les paiements en cryptomonnaie, et seuls 2 % des transferts effectués par la diaspora sont passés par ce biais. En outre, face à la chute du cours du bitcoin, les fonds publics que le gouvernement détiendrait dans la cryptomonnaie ont perdu plus de la moitié de leur valeur initiale. Lors d'un entretien accordé à la chaîne américaine Fox News, en novembre 2022, Nayib Bukele soutient que l'adoption du bitcoin était avant tout une opération de communication destinée à améliorer l'image du pays à l'international.
En 2024, il affirme que la trésorerie en bitcoins du gouvernement se serait appréciée de 40%. En décembre 2024, Bukele doit abandonner sa politique du bitcoin comme monnaie légale à la suite d'un accord avec le FMI dans le cadre d'un prêt de 1,4 milliard de dollars pour éviter la faillite du pays.

### Politique étrangère

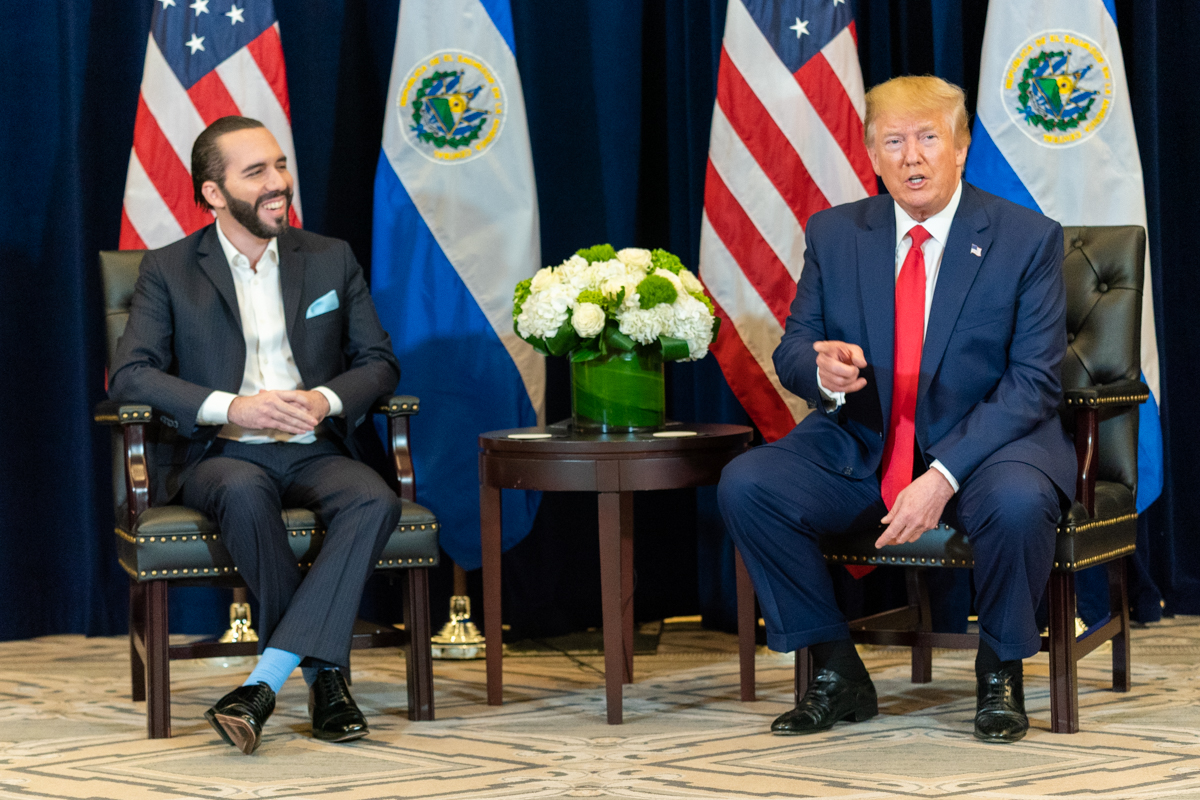
Nayib Bukele et le président américain Donald Trump le 25 septembre 2019.

Peu après son investiture, Nayib Bukele rompt les relations diplomatiques avec le Venezuela, expulse les diplomates vénézuéliens et reconnaît l'opposant Juan Guaidó comme nouveau président de ce pays. Sa décision est saluée par l'ambassade des États-Unis.
Il rompt aussi les relations avec la République sahraouie, refuse l'ouverture d'une ambassade palestinienne et supprime les programmes cubains d'aide médicale.
Ses rapports avec les États-Unis se détériorent en 2021, à la suite d'un rapprochement commercial avec la Chine, qui a procuré au Salvador des vaccins contre la covid-19 et une aide économique. Les autorités américaines publient en réaction une liste de « fonctionnaires corrompus » appartenant à l'entourage de Nayib Bukele, incluant notamment son chef de cabinet, l'ancien ministre de la Sécurité et le président du parti GANA.
En 2025, face aux menaces de la politique migratoire de Trump qui pourrait conduire à l'expulsion de migrants salvadoriens aux États-Unis et réduire drastiquement les transferts d'argent (représentant 26% du PIB), Bukele propose aux États-Unis d'accueillir des criminels condamnés aux États-Unis dans les prisons salvadoriennes moyennant rémunération.
Il incarcère dans son Centre de confinement du terrorisme des centaines de personnes déportées des États-Unis, principalement des Vénézuéliens accusés d'être membres du gang Tren de Aragua. Cet accord est financé à hauteur de 6 millions de dollars par l'administration Trump. Il est critiqué par Human Rights Watch qui affirme que 95% des déportés n'ont pas été accusés de crimes graves.

### Style, communication et popularité
Décrit comme un excellent communicant, Nayib Bukele était, avant de faire son entrée en politique, à la tête de l'entreprise publicitaire fondée par son père, Obermet, qui organisait des campagnes électorales pour le compte de partis politiques.
Il fait une campagne présidentielle « post-idéologique » en 2019, dénonçant la corruption et les partis politiques traditionnels, tout en bénéficiant d'une image jeune et irrévérencieuse.
S'il souffre d'une mauvaise image à l'international,,, Nayib Bukele demeure le président le plus populaire de l'histoire du Salvador avec un taux de popularité qui se maintient généralement autour de 90 % d'opinions positives,.
À l'instar du président américain Donald Trump, il communique essentiellement sur les réseaux sociaux, ce qui lui vaut le surnom de « président Millenium »,. Il se démarque notamment par son utilisation de Twitter lors de la campagne pour l'élection présidentielle de 2019. Il reste, après son élection, particulièrement actif sur les réseaux sociaux.
La presse internationale est généralement séduite par sa communication, voyant en lui un « candidat antisystème » ou encore « un nouveau Macron ». Le Washington Post salue son positionnement « non idéologique » et son tempérament « rafraîchissant ».
En matière de communication non verbale, il se démarque de ses prédécesseurs en dérogeant régulièrement à la tradition du costume. Bukele apparaît ainsi souvent dans les instances gouvernementales avec un style décontracté (jeans, t-shirt, débardeur) afin que les citoyens s'identifient à lui par son apparence. El País América relève à son sujet en 2021 : « Véritable président du XXIe siècle proche du peuple, selon ses partisans, provocateur qui distille un discours de haine, selon ses opposants, Nayib Bukele est un personnage clivant qui a bouleversé la politique salvadorienne en moins de deux ans. Et bénéficie d'un taux de popularité unique dans l'histoire du pays. »
Il bénéficie d'une popularité évaluée entre 70 et 92 %, un niveau record sur le continent américain. Il s'auto-proclame ironiquement le « dictateur le plus cool du monde ». Alors que, par le passé, les présidents du Salvador étaient inconnus à l'échelle internationale, Nayib Bukele inspire au-delà des frontières de son pays. De nombreux dirigeants politiques d'Amérique latine promettent ainsi de reproduire dans leur pays ses politiques sécuritaires.

## Prises de position
Souvent considéré comme un libéral-conservateur, Nayib Bukele est présenté comme ni de droite ni de gauche par El País América.
Il défend des conceptions économiques plutôt libérales, estimant que « plus d'impôts [signifie] moins d'opportunités » et indiquant ne pas être « en faveur de la réduction des libertés économiques. » Il considère que la pauvreté doit être combattue au moyen de mesures de lutte contre la corruption (« il y a assez d'argent quand personne ne vole ») plutôt que par la mise en œuvre de politiques redistributives.
Sur le plan sociétal, il est opposé au mariage homosexuel et à l'avortement, à l'exception du cas où la vie de la mère est en danger.